# 2517 Orma
2517 Orma eller 1968 SB är en asteroid i huvudbältet som upptäcktes den 28 september 1968 av den Schweiziska astronomen Paul Wild vid Observatorium Zimmerwald. Den har fått sitt namn efter det italienska ordet för spår. Namnet är även ett anagram för namnet på asteroiden 1257 Móra.
Asteroiden har en diameter på ungefär 20 kilometer och den tillhör asteroidgruppen Themis.